# Сокольский монастырь
Сокольский монастырь (болг. Соколски манастир) — действующий православный монастырь в Болгарии. Расположен в 15 км от Габрово рядом с Соколовой пещерой (Балканские горы). Изначально основанный как мужской, в 1959 году был преобразован в женский.
Монастырь был основан в 1832 году Иосифом Сокольским. Первая церковь была построена из дерева, строительство завершилось в январе 1833 года, освящение церкви 15 августа 1834 года совершил произвел епископ Илларион Критский. Современный кафаликон построен в 1834 году, внутренне убранство завершено в 1862 году. Иконостас выполнен мастерами  Трявнинской школы живописи. В церкви хранится икона Богородицы, написанная габровским мастером Христо Цокевым. В 1968 году в монастыре построена часовня, украшенная иконами Захария Зографа.
В 1836 году в монастыре была открыта богословская школа. Монастырь участвовал в болгарском национально-освободительном движении: 1 мая 1876 года он стал отправной точкой Габровского восстания. Во время русско-турецкой войны в монастыре был устроен полевой госпиталь. Этим событиям посвящена небольшая экспозиция в монастырском музее.

## Галерея

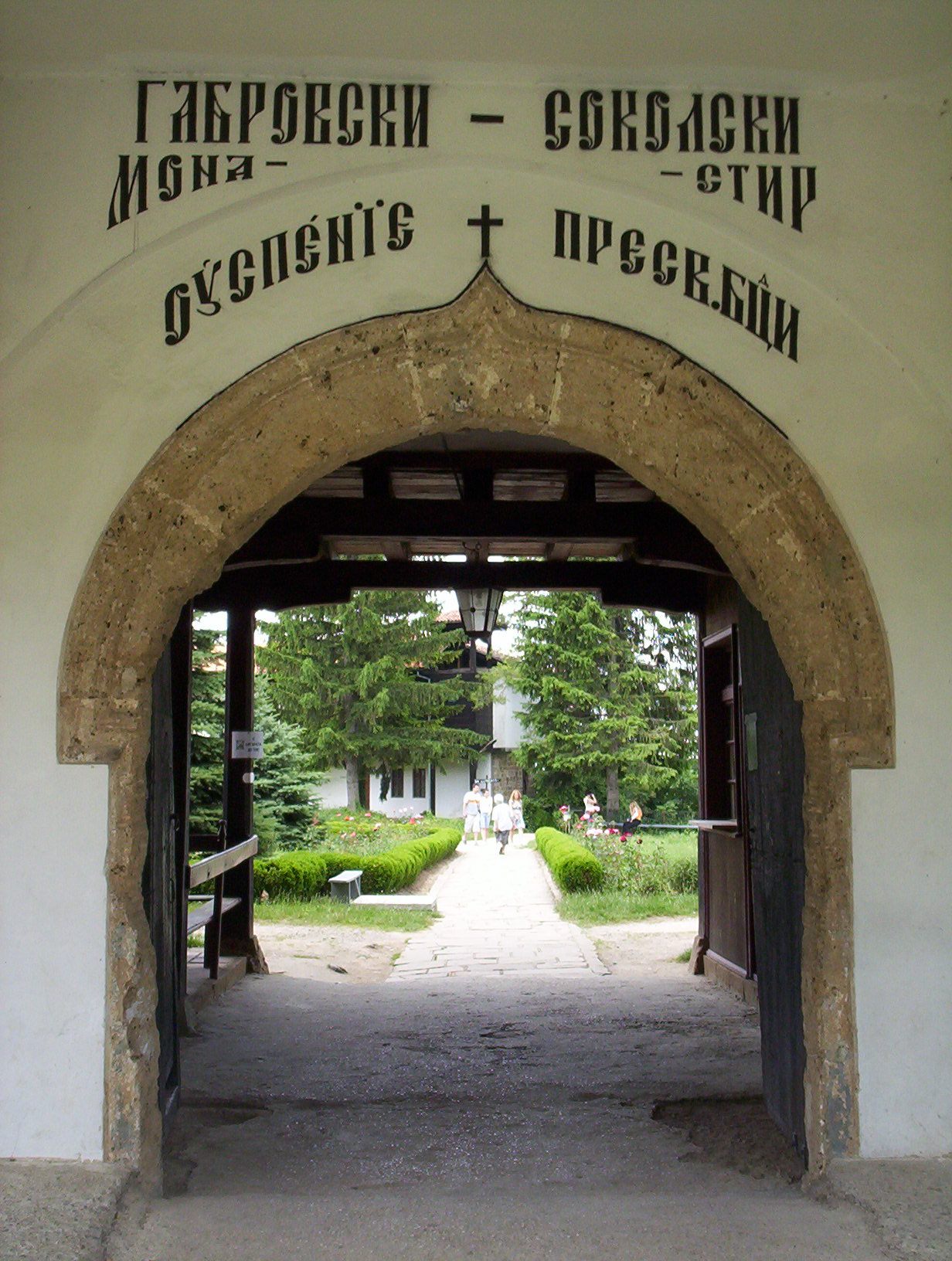
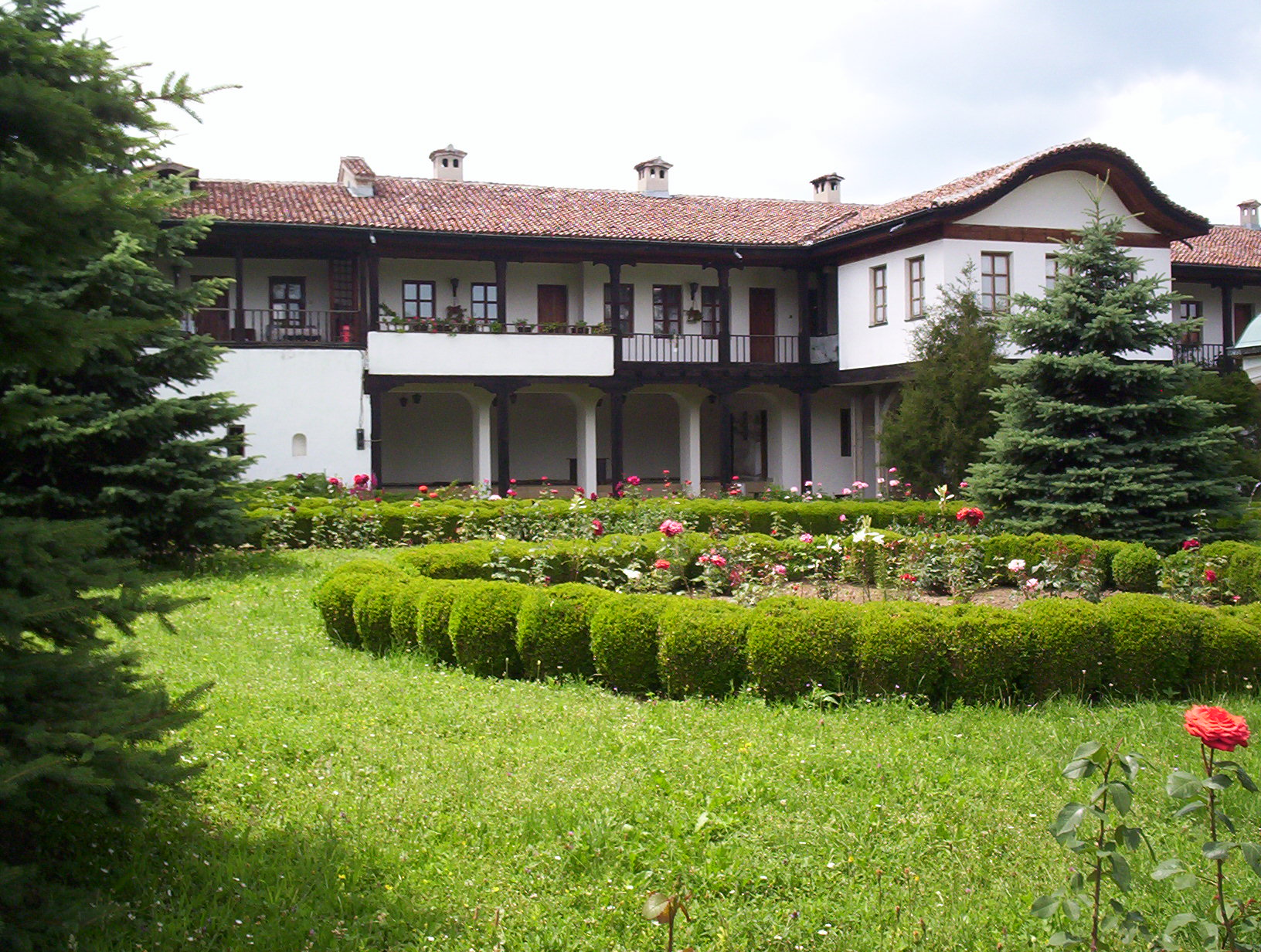
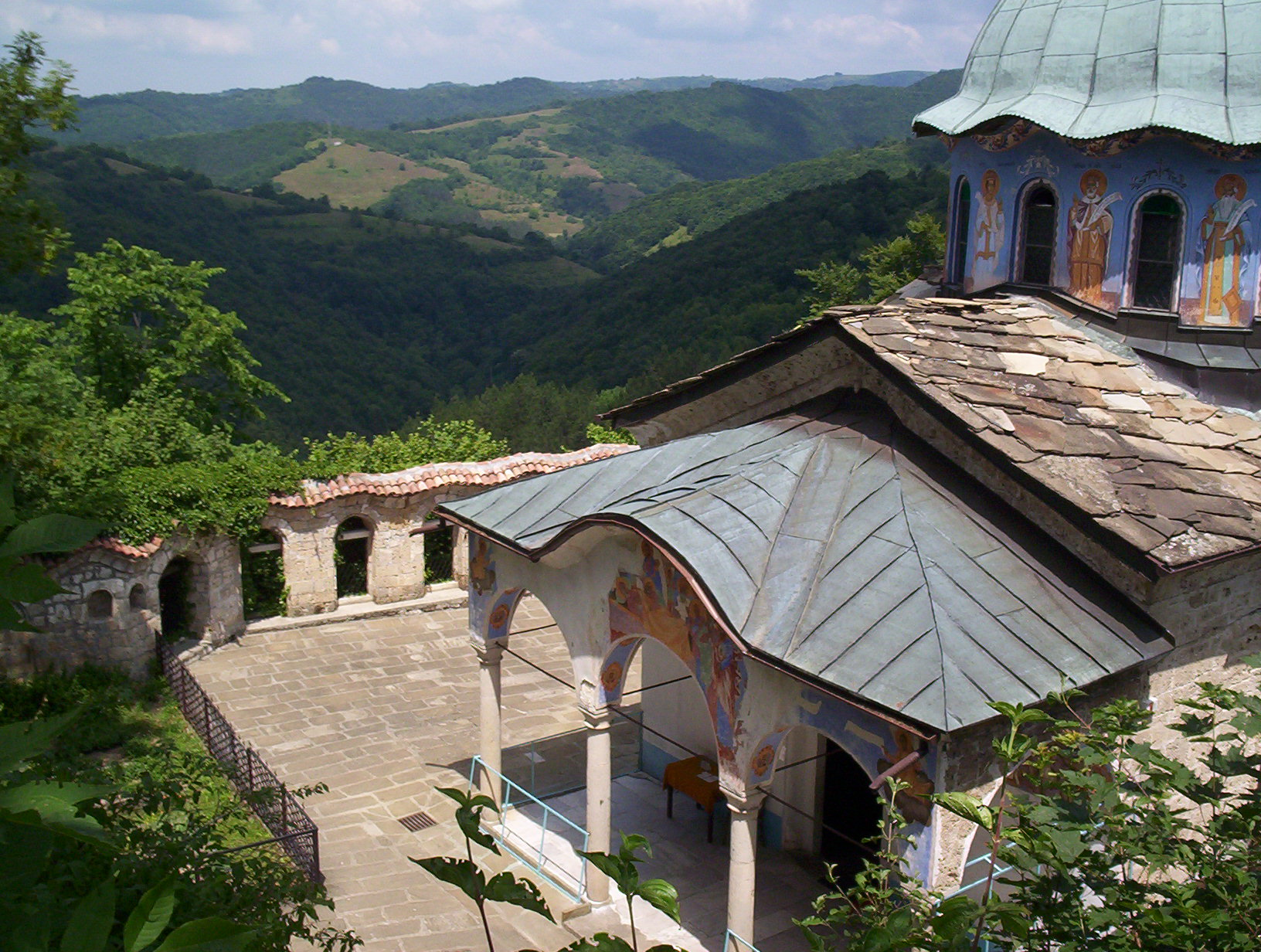
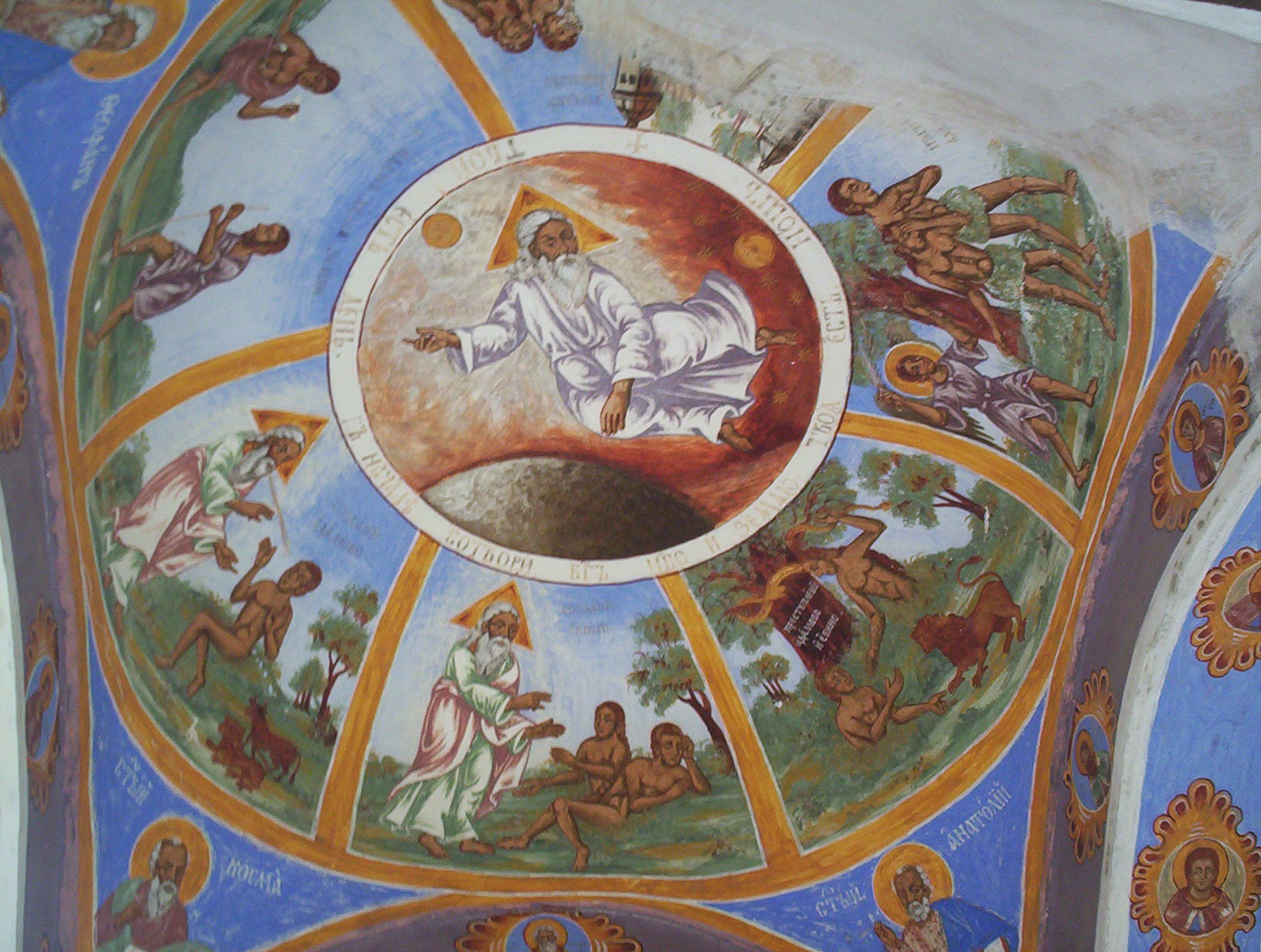
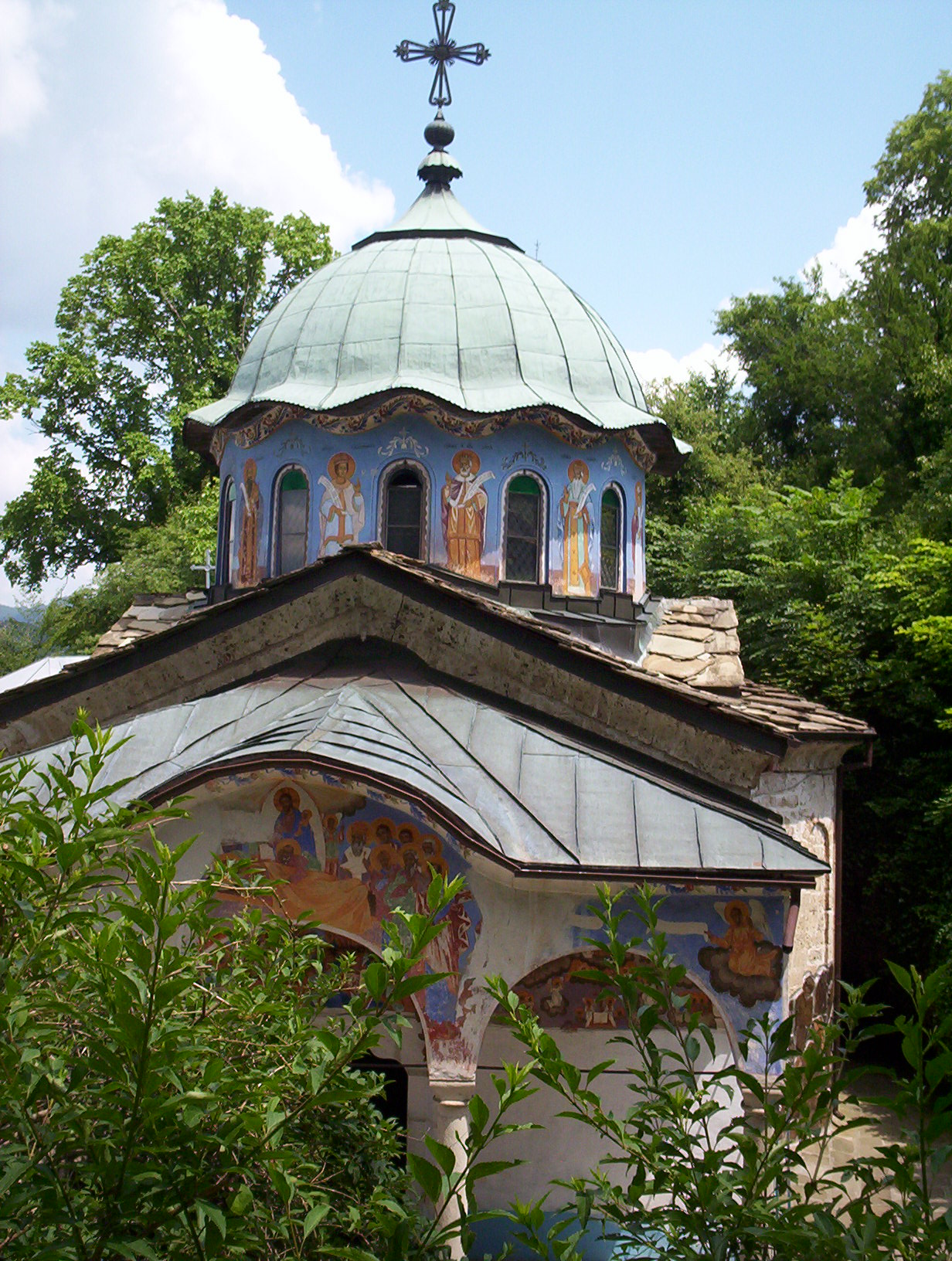